# Pietermaritzburg
Pietermaritzburg és la capital i segona ciutat més gran de la Província de KwaZulu-Natal, a Sud-àfrica. Va ser fundada el 1838. Popularment anomenada Maritzburg, i abreujada amb la sigla PMB, és seu del campus de la Universitat de KwaZulu-Natal, també produeix alumini així com fusta i productes làctics. La seva població és de 228.549 habitants (el 1991) i un total de població en la "municipalitat de Msunduzi" d'unes 600.000 persones (25% d'asiàtics i blancs).

## Història
La ciutat va ser originàriament fundada per Voortrekkers, després de la derrota de Dingane en la Batalla del Riu Sagnant, i va ser la capital de la República Natal bòer de curta durada. Els britànics van prendre el control de Pietermaritzburg el 1843 i es va convertir en seu de l'administració de la Colònia de Natal quan es va assentar el seu primer tinent el governador Martin West. Fort Napier, anomenada així pel governador de la Colònia del Cap, Sir George Thomas Napier, va ser construït per allotjar una guarnició. El 1893 Natal va rebre la responsabilitat del seu autogovern, sent construït l'edifici de l'assemblea juntament amb el del municipi. El 1910, quan es va formar la Unió Sud-africana, Natal es va convertir en una Província de la Unió i Pietermaritzburg va continuar sent la seva capital.

## Origen del nom
Hi ha dues versions sobre l'origen del seu nom. Una és que va ser anomenada així per Piet Retief i Gert Maritz, dos famosos líders Voortrekker. L'altra, és que va ser anomenada així solament per Piet Retief, ja que el seu nom complet era Pieter Maritz Retief. Retief va ser assassinat per Dingane, successor de Shaka, rei dels zulus. Maritz en realitat va morir en batalla amb els zulus a Bloukranz, uns centenars de quilòmetres més al nord, per la qual cosa mai va arribar a l'àrea de Pietermaritzburg.
En el moment de la creació de l'Imperi zulu, el lloc que es convertiria en Pietermaritzburg va ser anomenat Umgungundlovu, traduït popularment del zulu com "el Lloc de l'Elefant", encara que també pogués traduir-se com "l'elefant guanya". Es pensa que Umgungundlovu és així el lloc de la victòria d'algun rei zulu, ja que "l'Elefant" (Indlovu) és un nom tradicionalment pres pel monarca zulu. La llegenda explica que Shaka feia que els seus guerrers cacessin elefants allí, per vendre l'ivori als comerciants anglesos de Durban, llavors anomenat Port Natal. Avui la ciutat encara és anomenada pel seu nom Voortrekker, encara que la municipalitat ho agrega al nom zulu (Pietermaritzburg Msunduzi Muncipality).

## La Universitat
La Universitat de Natal va ser fundada el 1910 com el Col·legi Universitari de Natal i es va estendre a Durban el 1922. Els dos campus van ser incorporats a la Universitat de Natal al març de 1949. Es va convertir en una veu important en la lluita contra l'apartheid i va ser una de les primeres universitats del país a proporcionar educació a estudiants negres. El campus es vana de comptar amb notables acadèmics de nivell mundial i compta amb famosos exalumnes distribuïts al voltant del món. Es va convertir en la Universitat de KwaZulu-Natal l'1 de gener de 2004.

## Mahatma Gandhi
Pietermaritzburg és també famosa per un incident dels primers anys de la vida de Mahatma Gandhi, on el van llançar d'un tren per viatjar en un vagó de primera classe (sent indi). Aquest incident va inspirar a Gandhi a iniciar la seva carrera protestant contra les lleis discriminatòries contra indis a Sud-àfrica. Actualment, una estàtua de bronze de Gandhi s'erigeix al carrer Church en el centre de la ciutat.

## Altres esdeveniments històrics
- El primer diari de Natal, el Natal Witness (ara conegut com The Witness -el testimoni-), va ser publicat el 1846.
- Els Jardins Botànics de 46 hectàrees van ser creats el 1872 per la Societat Botànica de Natal.
- L'ajuntament, que és l'edifici de maó vermell més gran de l'hemisferi austral, va ser destruït per un incendi el 1895, però va ser reconstruït el 1901.
- Els britànics van instal·lar un camp de concentració aquí durant la Segona Guerra Anglo-Bóer per allotjar dones i nens bòers.
- El 1962 Nelson Mandela va ser detingut al poble proper de Howick al nord de Pietermaritzburg. Aquest arrest va marcar l'inici dels 27 anys de presó de Nelson Mandela. Un petit monument va ser erigit en el lloc de la seva detenció.

## L'estatus de capital
Abans del final de l'apartheid, el 1994, Pietermaritzburg va ser la capital de la Província de Natal. Després de les primeres eleccions post-apartheid a Sud-àfrica, a conseqüència de les quals el Partit de la Llibertat Inkatha (Inkatha Freedom Party -IFP-) va guanyar la majoria al govern de la Província de KwaZulu-Natal, Pietermaritzburg va compartir el seu estatus de capital de la recentment creada Província de KwaZulu Natal amb la ciutat d'Ulundi. Pietermaritzburg es va convertir en la capital legislativa de la nova província, mentre que Ulundi es va convertir en la capital administrativa.
IFP, sent fortament nacionalista zulu, va desitjar que Ulundi, la capital del Regne zulu en el moment de la seva caiguda davant dels britànics en la Guerra anglo-zulu, fos la capital post-apartheid de la província.
Ulundi havia estat a més la capital del bantustan de KwaZulu, que integra la moderna província de KwaZulu Natal. No obstant això, Ulundi mancava de la infraestructura per ser la seu efectiva del govern, i el Congrés Nacional Africà i el Partit Democràtic (Democratic Party -DP-), els altres dos partits polítics forts a la província, entre d'altres, van demanar que solament Pietermaritzburg fos la capital. El debat va finalitzar quan l'ANC va pujar al poder a la província el 2004 i es va nomenar Pietermaritzburg l'única capital de KwaZulu Natal, la qual cosa va causar una ràpida pujada dels valors immobiliaris.

## Fills il·lustres
- Alan Paton (1903 - 1988). Escriptor, educador, polític i activista anti-apartheid.
- Archie Gumede (1914 - 1998). Advocat, polític i activista anti-apartheid.

## Esport
- La ciutat té el seu propi club en la Lliga de primera divisió de futbol: Maritzburg United.
- Al gener hi ha una competència anual de marató, la Marató de Dusi, de Pietermaritzburg a Durban. La ruta segueix el riu Msunduzi (o Dusi en el seu nom anglicanizado), fins a la seva desembocadura en el riu Mgeni o Mngeni (anglicanitzat com Umgeni), a través de la Vall de Mil Pujols i la represa Inanda i fins a la desembocadura del riu Mgeni.
- La Marató de Camarades també entre Pietermaritzburg i Durban es realitza anualment al juny. Es corre des de 1921 i atreu a milers de participants. La cursa alterna entre les dues ciutats.
- La Midmar Mile és un dels esdeveniments de natació en aigües obertes més gran del món; es realitza a la represa Midmar al nord de Pietermaritzburg al febrer de cada any, i atreu a més de 16.000 nedadors de tot el món.
- Va ser seu d'hostalatge de la selecció de futbol del Paraguai durant la Copa Mundial de Futbol que es va realitzar en el país a mitjan 2010.